# 桃尻娘
『桃尻娘』（ももじりむすめ）は、橋本治の青春小説シリーズ、及びそれを原作とした日本映画・テレビドラマ・ビデオドラマ。
シリーズ第1作の「桃尻娘」は、1977年に第29回小説現代新人賞佳作を受賞し、『小説現代Gen』第3号（講談社）に掲載された。橋本治の小説家としてのデビュー作である。

## 概要
性に対して奔放なヒロインの、高校生から浪人を経て早稲田大学入学後のキャンパスライフなどが描かれる。
橋本治によると、女子高生を主人公にすることを決め、文体は当時の少女マンガの語り口や少女雑誌の投書欄の文章を参考にした。出版後、話し言葉の小説として話題となった。
「日活ロマンポルノシリーズ」として映画化され、ポルノ映画ながら、実際の早稲田大学キャンパスにおいて食堂などを始めふんだんにロケが行われ、全3作が公開された。

## 書籍情報
単行本は、講談社から刊行された。
- 桃尻娘（1978年11月15日）
- その後の仁義なき桃尻娘（1983年1月20日）
- 帰って来た桃尻娘（1984年10月8日）
- 無花果少年と瓜売小僧（1985年6月18日）
- 無花果少年と桃尻娘（1988年2月26日）
- 雨の温州蜜柑姫（1990年9月17日）

後に、講談社文庫、「橋本治小説集成」（河出書房新社、1997年）でも刊行された。また、2010年にはポプラ文庫（ポプラ社）で「桃尻娘」から「帰って来た桃尻娘」までが復刊された。

## 映画
1978年、にっかつにより製作され、1980年まで全3作が公開された。第1・2作は成人映画（にっかつロマンポルノ）、第3作は一般映画として公開されている。

### シリーズ作品
- 桃尻娘 ピンク・ヒップ・ガール（1978年4月29日公開）
- 桃尻娘 ラブアタック（1979年4月28日公開）
- 桃尻娘 プロポーズ大作戦（1980年4月26日公開）

### 主な登場人物
- 榊原玲奈（さかきばられな） - 竹田かほり
- 田口裕子（たぐちゆうこ） - 亜湖

### 主なスタッフ
- 脚本：金子成人
- 音楽：長戸大幸、北島健二（第3作のみ）
- 監督：小原宏裕

## テレビドラマ
1986年、フジテレビで全2作が放送された。劇中に数々の洋楽のヒット曲(ビートルズ、カーペンターズ、エルトン・ジョン、ビーチボーイズ、スリー・ドッグ・ナイト等)が使われており、著作権管理が数社にまたがり、また高騰化しているのでDVD化・ネット配信は実現されていない。 

### シリーズ作品
- 桃尻娘（1986年2月27日放送）[2]
- 帰ってきた桃尻娘（1986年8月28日放送）[3]
いずれも『木曜ドラマストリート』（木曜日20:02 - 21:48）の枠で放映

### 主な出演者
- 相築彰子 - 榊原玲奈
- 金子美香 - 醒井涼子
- 黒沢ひろみ - 牧村久美
- 米山善吉 - 木川田源一
- 豊原功輔 - 大西唯史
- 松田洋治 - 磯村薫
- 徳丸純子 - 竹場百合江
- 瀬山修 - 滝上圭介
- 阿部雅彦 - 磯村尚治
- きゃんみゆき
- 米山かおり
- 小川麻由子
- 小山くるみ
- 鶴田忍
- 三崎奈美
- 皆川衆
- 上田耕一 - 磯村高志
- 中真千子 - 磯村美穂
- 横山道代 - 榊原伸江
- 前田武彦 - 榊原数宏
- 左時枝 - 木川田京子
- ハナ肇 - 木川田常夫

第2作ゲスト
- 岸田智史 - 粕谷兼人
- 風祭ゆき - 一の瀬ふみ
- 利重剛 - 利倉完二
- 三好圭一
- 東山明美
- 森下明
- 中瀬博文
- 増渕容子
- 永川美佳

### 主なスタッフ
- 企画：亀山千広、岡田裕
- プロデューサー：成田尚哉
- 監督：中原俊
- 脚本：斎藤博
- 撮影：鈴木耕一
- 照明：木村誠作
- 録音：伊藤晴康（1）、北村峰晴（2）
- 美術：金田克美（1）、和田洋（2）
- 整音：小峰信雄
- 編集：富田功
- 助監督：萩庭貞明
- 製作主任：藤田義則（1）、川崎隆（2）
- 音響効果：渡部健一
- 音楽協力：フジパシフィック音楽出版
- 現像・テレシネ：IMAGICA
- スタジオ：にっかつ撮影所
- 制作：ニュー・センチュリー・プロデューサーズ

## ビデオドラマ
- 桃尻娘〜コギャルの法則〜（日活・1996年）
  - 監督：金山功一郎
  - 脚本：大石哲也
  - 出演：植松香／電波子18号／吉岡ちひろ／阿久津奈央／前園花鈴／夏未あおい／上杉祥三／松山鷹志／斉藤暁